# Corbelin
Corbelin là một xã thuộc tỉnh Isère, vùng Rhône-Alpes đông nam nước Pháp. Theo điều tra dân số năm 1999 của INSEE này có dân số 2079 người.